# 1971 au cinéma
| Années du cinéma : 1968 - 1969 - 1970 - 1971 - 1972 - 1973 - 1974    |
| Décennies du cinéma : 1940 - 1950 - 1960 - 1970 - 1980 - 1990 - 2000 |

Cet article présente les faits marquants de l'année 1971 au cinéma.

## Événements
- 4 août : Sortie de Johnny s'en va-t-en guerre (Johnny Got his Gun), réalisé par Dalton Trumbo, un film très anti-militariste.
- 9 octobre : première projection, à la maison de la culture du Havre, des 12h30 d'Out 1 de Jacques Rivette.
- 29 novembre : Aux États-Unis, la Guilde des Ecrivains du Cinéma abroge l'article de ses statuts qui en interdisait l'accès aux auteurs communistes.
- 19 décembre : Sortie de Orange mécanique (A Clockwork Orange) réalisé par Stanley Kubrick.

## Principales sorties en salles enFrance
- 28 février : Max et les Ferrailleurs de Claude Sautet
- 1er mars : Love Story d'Arthur Hiller
- Mars : Little Big Man d'Arthur Penn
- 5 avril : Le Chagrin et la Pitié de Marcel Ophüls
- 24 avril : Les Mariés de l'an II de Jean-Paul Rappeneau
- 15 mai : Le Messager (The Go-Between) de Joseph Losey
- 1er novembre : Le Casse de Henri Verneuil
- 1er décembre : Les Aristochats (The Aristocats) de Wolfgang Reitherman
- 8 décembre : La Folie des grandeurs de Gérard Oury
- Wanda de Barbara Loden
- Tombe les filles et tais-toi ! (Play It Again, Sam) de Herbert Ross
- 15 décembre : Les Bidasses en folie de Claude Zidi

Voir aussi : Catégorie:Film sorti en 1971

### États-Unis
- 18 mai : L'Abominable Docteur Phibes de Robert Fuest
- Les Nuits rouges de Harlem de Gordon Parks

## Festivals

### Cannes
- Prix du XXVe anniversaire du Festival : Mort à Venise (Morte a Venezia) de Luchino Visconti
- Palme d'or : Le Messager (The Go-Between) de Joseph Losey
- Prix de la Critique Internationale : Johnny s'en va-t-en guerre (Johnny Got His Gun) de Dalton Trumbo
- Prix d'interprétation féminine : Kitty Winn pour Panique à Needle Park (The Panic in Needle Park) de Jerry Schatzberg
- Prix d'interprétation masculine : Riccardo Cucciolla pour Sacco et vanzetti (Sacco et Vanzetti) de Giuliano Montaldo

### Autres festivals
- Mostra de Venise : Pas de compétition. Trois lions d'or pour l'ensemble de leur carrière, sont attribués à Ingmar Bergman, Marcel Carné et John Ford.
- Festival de Berlin : L'Ours d'or du meilleur film est décerné au Jardin des Finzi-Contini (Il Giardino dei Finzi-Contini) de Vittorio De Sica
- Festival international du film de Karlovy Vary : Pas de compétition.

## Récompenses

### Oscars
- Meilleur film : French Connection (The French Connection) de William Friedkin
- Meilleur réalisateur : William Friedkin pour French Connection (The French Connection)
- Meilleure actrice : Jane Fonda dans Klute d'Alan J. Pakula
- Meilleur acteur : Gene Hackman dans French Connection (The French Connection) de William Friedkin
- Meilleur film en langue étrangère : Le Jardin des Finzi-Contini (Il Giardino dei Finzi-Contini) de Vittorio De Sica
- Oscar d'honneur : Charles Chaplin

### Autres récompenses
- Prix Louis-Delluc : Rendez-vous à Bray d'André Delvaux
- Prix Jean-Vigo : Remparts d'argile, de Jean-Louis Bertuccelli
- Golden Globes : Love Story d'Arthur Hiller (Meilleur film dramatique) ; M*A*S*H de Robert Altman (Meilleure film musical ou comédie) ; Le Passager de la pluie de René Clément (Meilleur film en langue étrangère)

## Box-Office
- France :

1. Les Aristochats (The Aristocats) de Wolfgang Reitherman
2. Les Bidasses en folie de Claude Zidi
3. Mourir d'aimer d'André Cayatte
4. La Folie des grandeurs de Gérard Oury
5. Love Story d'Arthur Hiller

- États-Unis :

1. Un violon sur le toit (Fiddler on the Roof) de Norman Jewison
2. Billy Jack de Tom Laughlin
3. French Connection (The French Connection) de William Friedkin
4. Un été 42 (Summer of '42) de Robert Mulligan
5. Les Diamants sont éternels (Diamonds Are Forever) de Guy Hamilton

## Principales naissances
- 7 janvier : Jeremy Renner
- 8 janvier : Géraldine Pailhas
- 11 janvier : Mary J. Blige
- 15 janvier : Regina King
- 17 janvier : Sylvie Testud
- 3 février : Vincent Elbaz
- 15 février : Alex Borstein
- 17 février : Denise Richards
- 25 février : Sean Astin
- 14 mars : Matthew Vaughn
- 19 mars : Dalton James
- 26 mars : Francis Lawrence
- 31 mars : Ewan McGregor
- 7 avril : Guillaume Depardieu († 13 octobre 2008).
- 12 avril : Shannen Doherty († 13 juillet 2024)
- 19 avril : Gad Elmaleh
- 28 avril : Bridget Moynahan
- 14 mai : Sofia Coppola
- 27 mai : Paul Bettany
- 28 mai : Isabelle Carré
- 3 juin : Benedict Wong
- 5 juin : Mark Wahlberg
- 8 juin : Jérôme Salle
- 15 juin : Jake Busey
- 19 juillet : Joe Russo
- 21 juillet : Charlotte Gainsbourg
- 22 août : Richard Armitage
- 31 août : Chris Tucker
- 8 septembre : David Arquette
- 8 septembre : Martin Freeman
- 18 septembre : Jada Pinkett Smith
- 21 septembre : Luke Wilson
- 29 octobre : Winona Ryder
- 25 novembre : Christina Applegate
- 25 décembre : Vladislav Galkine
- 26 décembre : Jared Leto

## Principaux décès
- 26 février : Fernandel, comédien, chanteur et humoriste français
- 5 mars : Winnie Lightner, actrice britannique
- 8 mars : Harold Lloyd, acteur américain
- 13 mars : René Bergeron, acteur français
- 16 mars : Bebe Daniels, actrice américaine
- 27 mars : Albin Grau, décorateur et producteur de cinéma allemand
- 29 mai : Carlos Martínez Baena, acteur et scénariste hispano-mexicain (° 7 mai 1889).
- 29 juin : marquis de Wavrin, explorateur de l'Amérique du Sud, auteur belge de documentaires
- 23 juillet : Van Heflin, acteur américain
- 10 septembre : Pier Angeli, actrice italienne
- 13 décembre : Dita Parlo, actrice allemande
- 28 décembre : Max Steiner, compositeur autrichien